# Ołowianka
La isla Olowianka (en polaco: wyspa Ołowianka; en alemán: Bleihof, que quiere decir "isla del plomo"), es una isla fluvial de la ciudad de Gdansk situada al este del centro urbano. Está rodeada por el río Motława y el canal Stepka. Hay un plan municipal de revitalización de esta zona como un "Frente del río"  que conllevaría construir un centro musical y un hotel, entre otras actividades. 
Inmediatamente detrás de la isla, detrás del puente sobre el canal Stepka, entre el Museo Marítimo, opera un ferry que la comunica con el centro urbano de Gdansk. 

## Historia
Durante el tiempo de los caballeros de la Orden Teutónica esta zona tenía gran importancia estratégica como lo demuestran los edificios erigidos por este orden. El 1404 ya aparece citado este lugar documentalmente. En 1417 ya funcionaba un sistema de transporte. Se transladaba el plomo de sus minas. En 1897 se construyó una central hidroeléctrica que proporcionaba electricidad a las ciudades de Gdansk y Wrzeszcz. 
En los últimos meses de la Segunda Guerra Mundial la isla, sus construcciones y sus industrias, sufrieron daños graves, pero ya en agosto de 1945 se restableció la producción de electricidad.